# Van Der Biestmolen
De Van Der Biestmolen is een watermolen op de Molenbeek-Ter Erpenbeek in Erpe, een dorp in de Belgische provincie Oost-Vlaanderen.

## Geschiedenis
De molen werd opgetrokken voor 1638. Tot 1973 was de molen actief als korenmolen. Er werden talloze verbouwingen gedaan voor de mechanisatie van de molen in de 20ste eeuw. De molen is nog niet beschermd maar is wel beschermingswaard. Van het binnenwerk blijft er nog veel over. Het rad is niet meer bruikbaar en dient vervangen te worden.

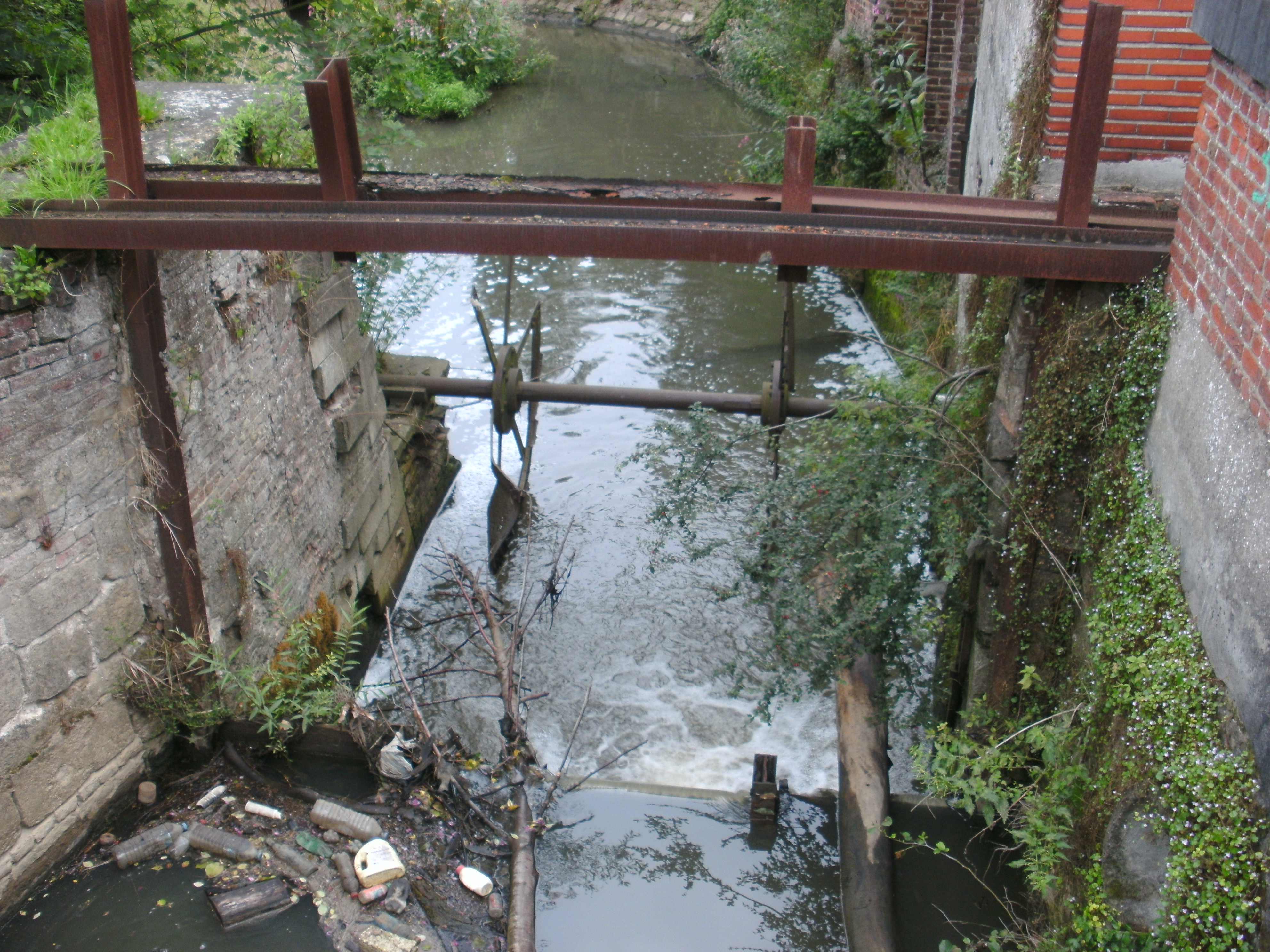
Waterrad

Cottemmolen ·
De Graevesmolen ·
De Watermeulen ·
Egemmolen ·
Engelsmolen ·
Gotegemmolen ·
Kruiskoutermolen ·
Molen te Broeck ·
Molens Van Sande ·
Ratmolen ·
Van Der Biestmolen ·
Zwingelmolen
- Inventaris van het Bouwkundig Erfgoed (Vlaanderen): 8230